# Чотири візити Самюеля Вульфа
«Чотири візиту Самюеля Вульфа» — радянський художній фільм режисера Олександра Столпера, знятий в 1934 на студії «Межрабпомфільм».

## Сюжет
Не маючи можливості реалізувати свій винахід на батьківщині, інженер Арроусміт, автор патенту на флотацію руди, їде в Радянський Союз, щоб працювати на заводі. Там він знаходить групу радянських інженерів, що працюють за подібною тематикою. Після деяких сумнівів, він вирішує передати свій винахід радянському заводу. В СРСР приїжджає Самуель Вульф, представник синдикату флотаційних заводів, який раніше і відхилив використання винаходу Арроусміта на своїх заводах. Тепер він пропонує Арроусміту продати свій винахід. На цю пропозицію Арроусміт відповідає категоричною відмовою — він вирішив залишитися жити і працювати в Радянській Росії.

## У ролях
- Борис Ліванов — Дік Арроусміт, американський інженер
- Борис Свєтлов — Лайнс
- Максим Штраух — Самуель Вульф
- Андрій Абрикосов — Нікітін, інженер
- Сергій Ценін — Нікітін
- Віктор Станицин — Біль Стейнер
- Освальд Глазунов — ректор
- Віра Марецька — Ольга, головфабкому
- Володимир Уральський — Гостєв
- Іван Лавров — професор
- Людмила Глазова — Феліс
- Віктор Кулаков — Ракітін
- Дмитро Кара-Дмитрієв — епізод
- Олексій Долинін — друг Нікітіна
- Сергій Тихонравов — Гарет
- Марта Алещенко — дружина Джона
- Н. Голіцина — Еттель, дружина Арроусміта
- Леонід Кулаков — директор школи
- Тимофій Ремізов — лаборант

## Знімальна група
- Режисер — Олександр Столпер
- Сценарист — Сергій Євлахов
- Оператор — Борис Козлов
- Композитор — Сергій Потоцький
- Художник — Людмила Блатова